# متئوش بیسکوپ
متئوش بیسکوپ (لهستانی: Mateusz Biskup؛ زادهٔ ۸ فوریهٔ ۱۹۹۴) قایقران روئینگ اهل لهستان است.
وی در مسابقات کشوری و بین‌المللی در مجموع برندهٔ ۲ مدال طلا، ۳ مدال نقره، ۴ مدال برنز شده است.